# Swalawa (stacja kolejowa)
Swalawa (ukr. Свалява, ros. Свалява, węg. Szolyva, słow. Svaľava, rusiń. Свалява) – stacja kolejowa w Swalawie, w obwodzie zakarpackim, na Ukrainie. Jest częścią administracji użhorodzkiej Kolei Lwowskiej. Znajduje się na linii Lwów - Czop.
Stacja obsługuje głównie ruch regionalny i międzyregionalny.

## Historia
Stacja została otwarta w 1886 roku jako część linii kolejowej Mukaczewo - Wołowiec.
Stacja w 1956 została zelektryfikowana w ramach odcinkach Ławoczne - Mukaczewo, jako pierwsza linia kolejowa w administracji Kolei Lwowskiej.
Od 11 grudnia 2016 kursuje nocny ekspres Charków-Uzhhorod (przez Połtawę, Myrhorod, Lwów).